# Terre-de-Haut (ostrov)
Terre-de-Haut (tɛʁ də ʔo, v antilské kreolštině Tèdého, dříve známý též jako Malý Martinik) je nejvýchodnější ostrov v souostroví Les Saintes, jež je součástí souostroví Guadeloupe, zámořského departementu a zároveň zámořského regionu Francie. Tak jako je tomu u sousedního ostrova Terre-de-Bas, pochází jeho název Terre-de-Haut z námořnického slovníku z období vlády plachetních lodí, kdy se ostrovy vystavené větrům označovaly anglicky jako highlands či jako hautes terres ve francouzštině (česky = vysočiny), zatímco ostrovy, které byly chráněné před větrem, jako lowlands či jako bas terres neboli nížiny.

## Historie

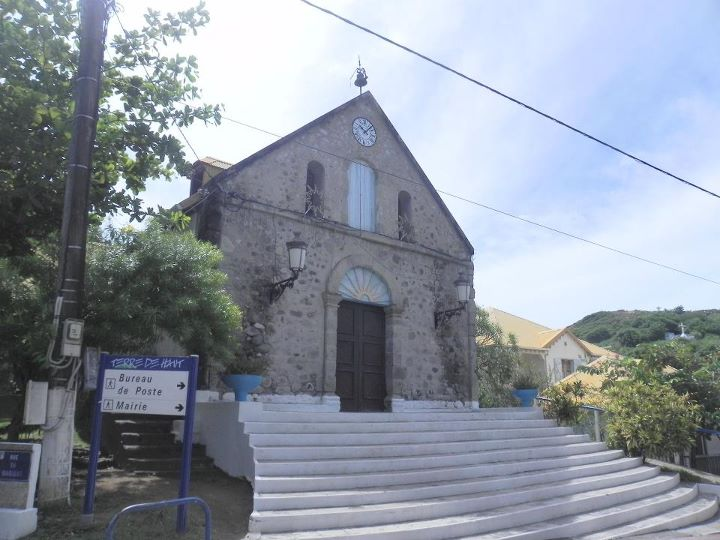
Kostel Notre Dame de l'Assomption

Prvním Evropanem, o němž máme záznam, že vstoupil na ostrov, byl Kryštof Kolumbus v listopadu 1493. První evropští osadníci však připluli až roku 1648. V roce 1666 byl ve Fond-du-Curé postaven kostel Notre Dame de l'Assomption (Nanebevzetí Panny Marie).
Strategická poloha ostrova Petite Martinique (Malý Martinik), jak se Terre-de-Haut dříve jmenoval, byla velmi důležitá. Francouzské vítězství nad Brity v srpnu 1666 zajistilo Francii nadvládu nad souostrovím Les Saintes. Nicméně v období let 1759 až 1815 docházelo ke střídání francouzské a britské nadvlády nad těmito ostrovy. Proto zde Francouzi v letech 1777–1779 vybudovali pevnost nazvanou Fort Louis se 2 kanóny a 3 moždíři, kterou roku 1805 přejmenovali na Fort Napoléon. V roce 1809 obsadili celé souostroví Britové a pevnost poničili.
Během americké války za nezávislost se 9.–12. dubna 1782 u Les Saintes odehrála velká námořní bitva mezi britskou a francouzskou flotilou. Bitva skončila britským vítězstvím a obsazením ostrovů.
Poté co se ostrovy opět vrátily Francii, se z pevnosti Fort Napoléon stala v roce 1851 věznice. Přestože ji roku 1865 značně poškodil hurikán, fungovala dál až do roku 1902 coby mezistanice pro přijímání trestanců, kteří byli na cestě do trestanecké kolonie na Ďábelském ostrově ve Francouzské Guyaně.

## Geografie

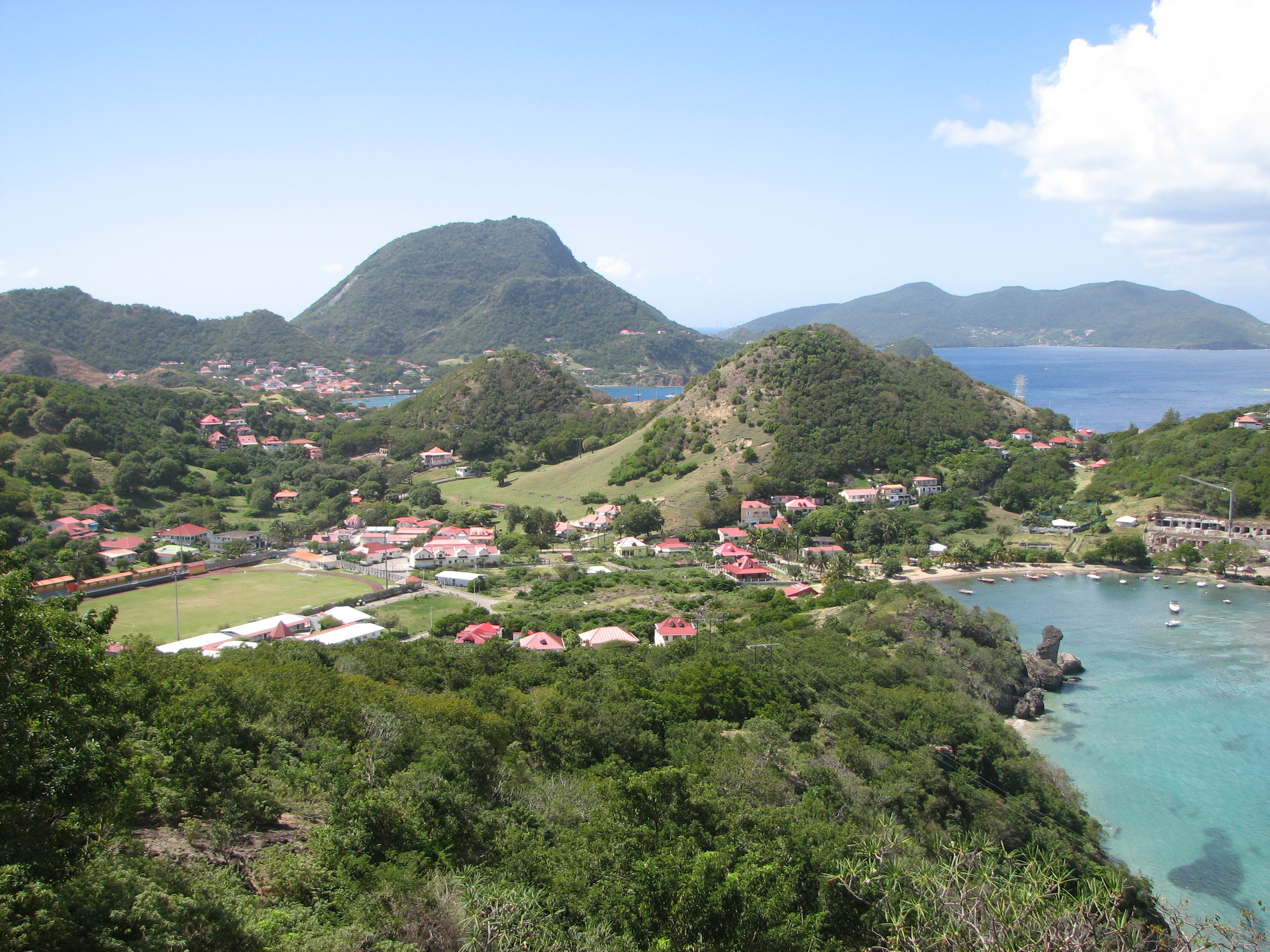
Kopec Chameau

Terre-de-Haut je nevelký ostrov o rozloze 5,2 km2. Na severu mu dominují kopce Morne Mire (107 m) a Morel (136 m), na jihozápadě se „vypíná“ nejvyšší kopec ostrova Chameau neboli Velbloud, vysoký 306 m. Od sousedního ostrova Terre-de-Bas dělí Terre-de-Haut úzký, 890 m dlouhý průliv. Kromě Terre-de-Bas obklopuje Terre-de-Haut několik malých ostrůvků.
Část ostrova o rozloze 3,51 km2 je chráněnou oblastí Mezinárodního svazu ochrany přírody kategorie IV.

## Obyvatelstvo
Nehostinná krajina a nízké srážky nepřejí zemědělství. Na zdejší ostrovy bylo dovezeno jen málo otroků. Obyvatelstvo historicky tvoří přistěhovalci z Bretaně, Normandie a z Poitou, kteří se zde usadili kvůli rybolovu, nikoli aby zakládali plantáže s otroky, jako tomu bylo jinde v Karibiku. To vysvětluje převážně evropský původ zdejších obyvatel.
V roce 2017 žilo na Terre-de-Haut celkem 1532 obyvatel, což při rozloze 5,2 km2 dává hustotu zalidnění 255 obyvatel na km2.
Nejstaršími osadami na ostrově jsou sídla Mouillage a Fond-du Curé. Zdejší obyvatelé žijí ve 20 sídlech rozdělených na dvě poloviny:
| Au vent (Návětrné)   | Au vent (Návětrné)                                                                                             | Sous le Vent (Závětrné)       | Sous le Vent (Závětrné) |
| č.                   | sídlo | č.                            | sídlo |
| -------------------- | --- | ----------------------------- | --- |
| 1 2 3 4 5 6 7 8 9 10 | Pompierre Marigot Vieille-Anse Fort Napoléon Maison blanche La Coulée Coquelet Anse-Mire Mouillage Grande-Anse | 11 12 13 14 15 16 17 18 19 20 | Fond-du-Curé La Savane Anse Rodrigue Anse Galet Prés Cassin La Convalescence Anse Figuier Pain-de-Sucre Anse à Cointe Anse Crawen |

## Galerie

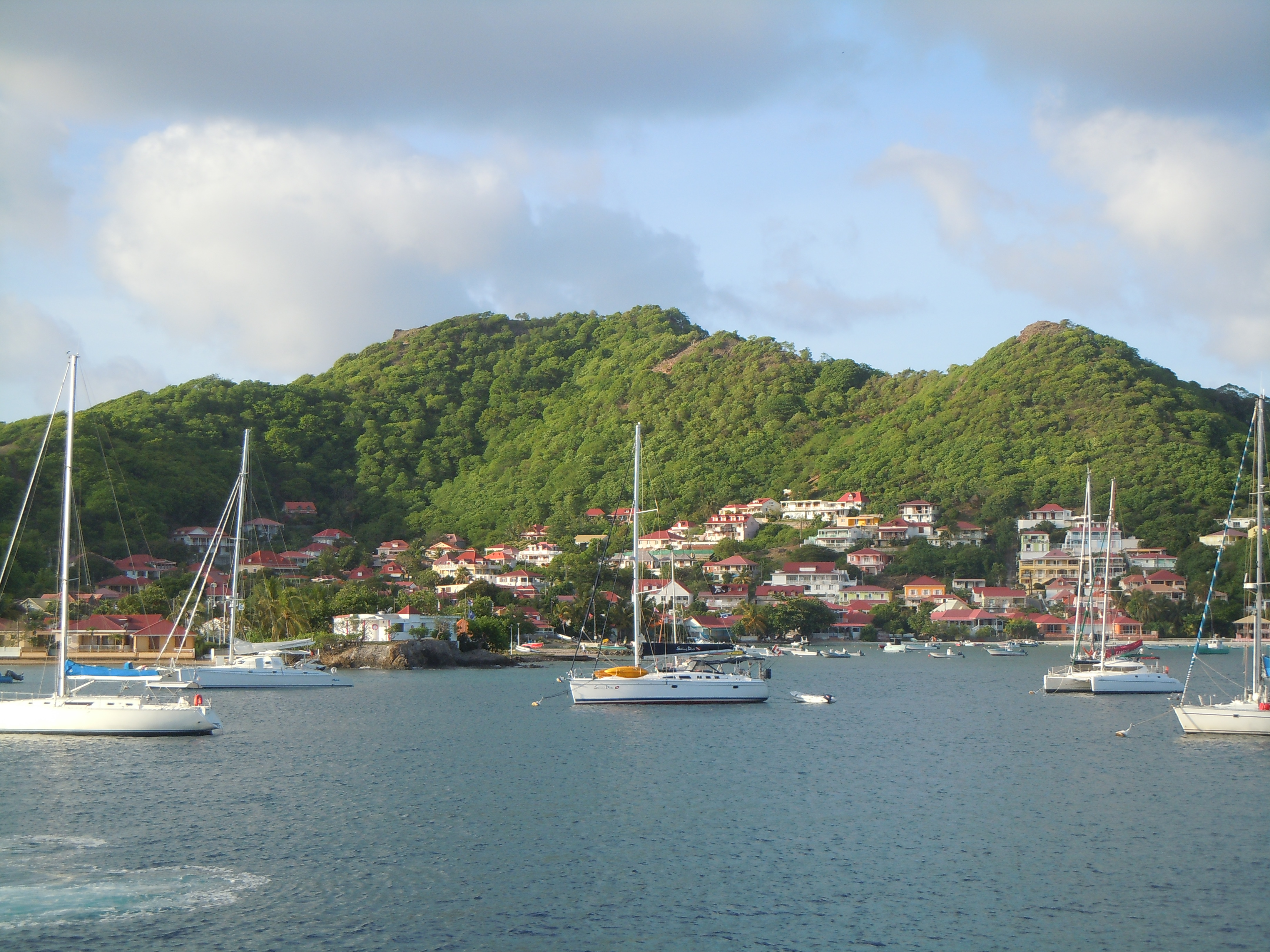
Fond-du-Curé
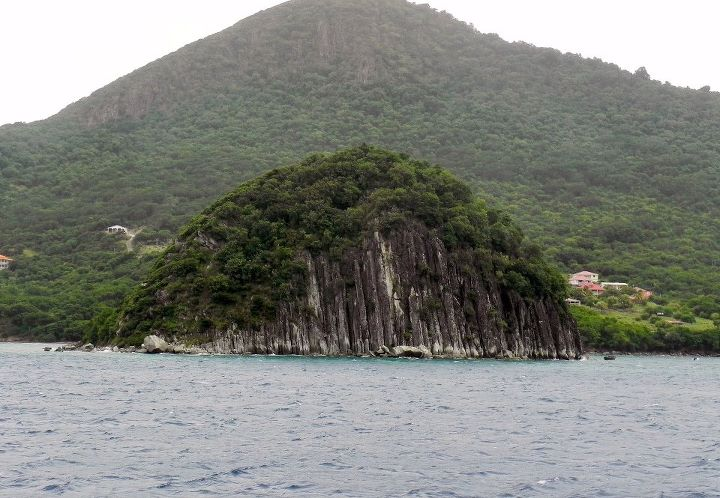
Pain de sucre
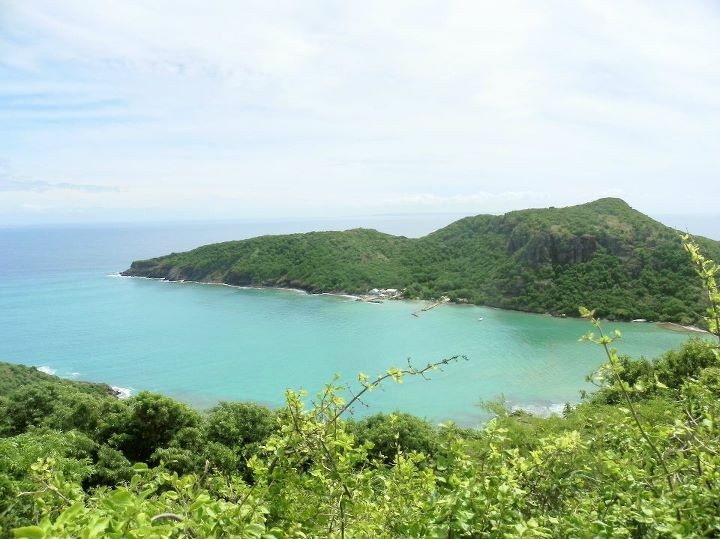
Kopec Morel od Fort Napoléon
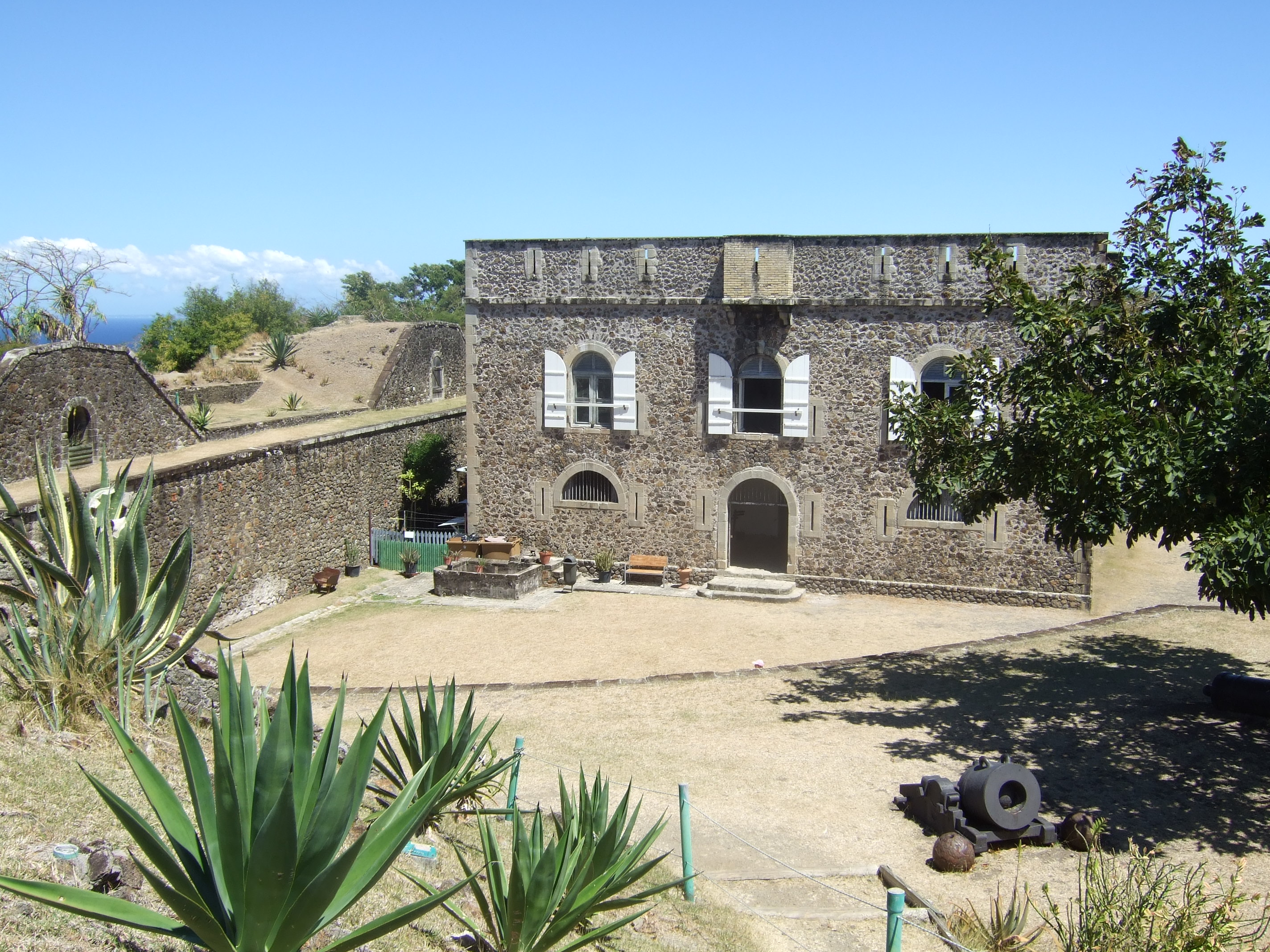
Fort Napoléon